# Edgewater Estates (Teksas)
Edgewater Estates je naseljeno mjesto za statističke potrebe u američkoj saveznoj državi Teksas. Prema popisu stanovništva iz 2010. u njemu je živjelo 72 stanovnika.